# Kami Rita
Kami Rita (* 1970 Solukhumbu) je nepálský šerpa, který od května 2018 drží rekord v počtu výstupů na Mount Everest. V květnu 2025 úspěšně dokončil svůj 31. výstup. Jeho otec byl jeden z prvních profesionálních šerpů, kteří doprovázeli cizí horolezce poté, co jim byla hora v roce 1950 zpřístupněna. Jeho bratr, který je také šerpou, na horu vystoupal sedmnáctkrát.
V roce 2017 se Kami Rita stal teprve třetím člověkem, který na horu Mount Everest vystoupal jedenadvacetkrát, což byl tehdy rekord, který drželi šerpové Apa Sherpa a Phurba Tashi. V květnu 2018, ve věku 48 let, se Kami Rita stal prvním člověkem, který na horu vystoupal dvacetdvakrát. Na horu stoupal vždy v květnu, a rekordních 28 výstupů dosáhl mezi lety 1994 a 2023.
Ve své kariéře vystoupal i na další osmitisícové hory – K2, Čo Oju, Manáslu, Annapurna a Lhoce.

## Výstupy na Mount Everest
- 1994: Dosažení vrcholu 13. května
- 1995: Dosaženo výšky 8500 m
- 1997: Dosažení vrcholu 25. května
- 1998: Dosažení vrcholu 25. května
- 1999: Dosažení vrcholu 13. května
- 2000: Dosažení vrcholu 23. května
- 2002: Dosažení vrcholu 25. května
- 2003: Dosažení vrcholu 30. května
- 2004: Dosažení vrcholu 24. května
- 2005: Dosažení vrcholu 30. května
- 2006: Dosažení vrcholu 20. května
- 2007: Dosažení vrcholu 22. května
- 2008: Dosažení vrcholu 24. května
- 2009: Dosažení vrcholu 5. května (Rope fixing team) a 23. května
- 2010: Dosažení vrcholu 5. května (Rope fixing team) a 24. května
- 2012: Dosažení vrcholu 18. května
- 2013: Dosažení vrcholu 10. května (Rope fixing team) a 22. května
- 2015: Přerušení výstupu kvůli zemětřesení
- 2016: Dosažení vrcholu 20. května
- 2017: Dosažení vrcholu 27. května
- 2018: Dosažení vrcholu 16. května
- 2019: Dosažení vrcholu 15. května
- 2019: Dosažení vrcholu 21. května
- 2021: Dosažení vrcholu 7. května
- 2022: Dosažení vrcholu 7. května
- 2023: Dosažení vrcholu 17. května
- 2023: Dosažení vrcholu 23. května
- 2024: Dosažení vrcholu 12. května
- 2024: Dosažení vrcholu 22. května
- 2025: Dosažení vrcholu 27. května